# Seth Low
Seth Low (Brooklyn, 18 gennaio 1850 – Bedford Hills, 17 settembre 1916) è stato un educatore e politico statunitense, 92° sindaco di New York.